# Râul Berivoaia
Râul Berivoaia este un curs de apă, afluent al Râului Dâmbovnic. 